# Кенгуру (группа)
«Кенгуру» — советская и российская музыкальная группа, основанная в 1989 году в Пензе. 

Определить жанр, в котором играет группа, крайне затруднительно. Артемий Троицкий охарактеризовал его как «новое русское регги», хотя даже когда «Кенгуру» играет регги, в нём явно доминируют среднеазиатские мотивы. Вообще же даже в рамках одного концерта могут исполняться вещи в самых причудливых жанрах — от городского романса и фолка до психоделического рока и ска.
Творческий расцвет группы пришёлся на начало 1990-х — время активных тусовок, клубной деятельности, бесконечных поездок по фестивалям в России и на Украине. Тысячи людей по всей стране насвистывали навязчивые мотивы с распространявшихся с неимоверной быстротой магнитоальбомов группы.  С 2002 года по настоящее время директор группы Кенгуру в также перкуссионистка - художник Ника Тя-Сен.
Для многих «Кенгуру» так и осталась яркой приметой «ностальгических девяностых», однако коллектив существует и поныне, давая от пяти до десяти концертов в год, не считая закрытых выступлений. 

В настоящее время большинство членов группы живут в Москве.

## История
Первый концерт группы «Кенгуру» состоялся 18 апреля 1989 года в пензенском молодёжном центре «Модус». Помимо основателя группы Юрия Козлова, у которого, кстати, в этот день родился сын, в концерте участвовали Владимир Фролов, Сергей Умнов, Сергей Евстифеев, Михаил Абрамов, Сергей Лукоянов.
В июне того же года на советский магнитофон «Нота» в школе № 17, где работал сторожем Сергей Умнов, был записан первый альбом «Кенгуру» — «Бал керосиновых ламп». Через месяц вышел и второй альбом «Эх!» — саундтрек к одноимённому фильму собственного производства, по сей день так и не восстановленному. Уже тогда группе удалось найти собственное оригинальное звучание, обусловленное, в первую очередь, тем, какие инструменты смогли раздобыть музыканты (гитара, бас-гитара, баян и конги). Это звучание получило своё ярчайшее выражение в последующих альбомах «Глаза» и «Для домохозяек», выпущенных летом 1991 года. Впрочем, уже в то время мнения слушателей расходились относительно того, что же является визитной карточкой «Кенгуру» — самобытная музыкальная концепция или тексты Юрия Козлова. В этих текстах Юрий, возможно, совершенно неосознанно, наследовал дадаистам и обериутам, классическим поэтам Японии, Персии и, одновременно, русской народной поэзии. Именно в то время появляются первые статьи о творчестве группы в центральной и региональной прессе. Вот характерная цитата из рецензии на альбом «Глаза», напечатанной в нижегородском альманахе-путеводителе по музыкальным сенсациям года «Слушай и читай»:
«Начинается альбом полным звуковым г… — завал по частотам, голоса не слыхать. Но с каждой песней, идёт мощный набор оборотов, и с середины до конца валит улётная депрессивная психоделия, способная убрать даже достижения «Звуков My». Удивительная связка: бас-бонги-гитара-баян, взаимодействующая каким-то непонятным способом, накаляет атмосферу до кипения вулканической лавы. Оценка: 5»«Слушай и читай», № 16 (32) 1991
Авторы рецензии удостоили «Кенгуру» более высокой оценки, чем, например, группы «Н.О.М.», «Алиса», «НЭП».
Осенью 1991 года музыканты группы решаются на переезд в Санкт-Петербург, где дают концерты в популярных клубах и записывают альбомы «На ночь глядя» и «Зац». Квартира на Лиговском проспекте, где проживали музыканты, становится одним из мест обязательного посещения для музыкантов, художников и просто творческих людей Петербурга. Ширится и география гастрольной деятельности «Кенгуру». Вот как, например, описывала свои впечатления об одном из выездных выступлений группы корреспондентка газеты «ЭНск» (речь идёт о выступлении на фестивале «Пламя Парижа-2» в мае 1992 года):
«Мрачный наркотический минимализм. Если нырнуть в эту воронку, докопаться до общей темы, то это — секс при отсутствии любви. Секс не грязный, не бытовой, не возвышенный, но аналитически препарируемый. Результат тяжёл и неугоден, болезненная невозможность полюбить, ни тепла, ни контакта, нелюбящая пара в пустой комнате — чем заняться, куда деваться от жизни? «Ты в меня, я в тебя давай спрячемся…» Заколдованный круг. Водоворот. Действо. Аналогов этой группе я не вижу»Екатерина Борисова
Весной 1993 года группа в изрядно поредевшем составе (Юрий Козлов и Сергей Умнов) возвращается в Пензу, где в коллектив вливается новый участник — гитарист Анатолий Беляков, только что вернувшийся из Екатеринбурга после окончания философского факультета УрГУ. «Кенгуру» выпускает два новых альбома, совершенно непохожие на все предыдущие — «Шуба-Люба» и «Panurg de Paris» («Французский альбом»).
«Крен произошел в сторону всё большего минимализма. Несколько исчезла лу-ридовская медитативность, зато больше стало мамоновского шаманства, и на сцене появился пластичный перфоманс»Серж Хризолит, музыкальный обозреватель
«Эй, кто там говорил, что минимализм этот мрачный и наркотический? Что всё это секс в отсутствие любви, и от этого жутко становится? Да у них все песни про любовь! Немного странную, немного неожиданную, немного надоевшую, немного холодно-отстранённую, но про любовь. И про вроде мало чем отличающуюся среди прочего живущего количества Женщину…»Анна Калинина, журналист «Комсомольской правды»
Тем временем группа продолжает энергично концертировать. На её концерты в дружественные клубы «Театр замечательных мужчин» и «Аэроплан» ходят толпы поклонников, приезжая даже из других городов. Пётр Мамонов предлагает музыкантам группы записать совместный альбом, но вскоре этому помешал его отъезд на ПМЖ в деревню.
Весной 1994 года «Кенгуру» празднует пышный пятилетний юбилей и организует международный фестиваль «Раскачивая Восток». А вскоре неожиданно для всех заявляет о самороспуске. Но тогда распуститься надолго не получилось. Так, осенью 1996 года «нечеловеческими» усилиями группа записала и издала альбом «Зангези» — первый CD коллектива. В нём принимают участие музыканты сразу нескольких составов группы. Альбом ротируется по радио, режиссёры без согласования с группой набирают из него треки для музыкального оформления телесериалов.
В скором времени участники коллектива разъезжаются в разные города. С тех пор концерты «Кенгуру» становятся большой редкостью, хотя группа продолжает репетировать и писать новые песни.

## Участники группы

### Действующий состав
Юрий Козлов — тексты, музыка, вокал, гитара 

Владимир Фролов — тексты, бонги, бас, виолончель, флейта, мандолина, гитара 

Сергей Умнов — баян 

Анатолий Беляков — музыка, гитара, саз, мандолина

### Музыканты прошлых составов
Андрей Черкашин — тексты, музыка, гитара, бас 

Александр Личидов — гитара 

Сергей Евстифеев — бас, флейта, тромбон, саксофон 

Роман Корнеев — бас 

Михаил Абрамов — бонги, гитара 

Сергей Лукоянов — гитара, саксофон 

Вероника Тя-Сен — перкуссия 

Светлана Блощиненко — вокал 

Михаил Куренков — бас 

Альберт Царан — бонги 

Дмитрий Степанюк — барабаны 

Кирилл Метальников — барабаны 

Екатерина Зац — вокал 

Оксана Колосова — вокал

### Приглашённые музыканты
Станислав Астахов — бас, гитара, ремиксы («Братья Грим», «Tesla Boy») 

Антон Королёв — барабаны (Гриша Ургант, «Челси», Татьяна Овсиенко) 

Сергей Летов — саксофон 

Михаил Лисов — гитара, бас (Гриша Ургант, «Моя Мишель») 

Константин Германов — бас 

Дмитрий Паскевич — клавишные 

Дмитрий Баранов — жалейка, окарина (фольклорный ансамбль "Миряне" г. Пенза , "Карагод" г. Москва)

Владимир Бурмистров — барабаны 

Михаил Федосов — барабаны («Синяя птица») 

Андрей Мочалов — клавишные 

Юрий Марков — бас («Джа Дивижн») 

Валерьян Бахарев — барабаны 

Дмитрий Устинов — бонги 

Михаил Барабанов — бас

## Дискография

### Альбомы
- 1989 — Бал керосиновых ламп
- 1989 — Эх! (музыка к фильму)
- 1991 — Глаза
- 1991 — Для домохозяек
- 1992 — На ночь глядя
- 1992 — Зац
- 1993 — Шуба-Люба
- 1993 — Panurg de Paris (Французский альбом)
- 1996 — Зангези
- 2001 — Чё?!

### Сборники
- 1994 — Все хиты
- 2004 — Тут окно, там стена
- 2006 — Группа «Кенгуру»  – MP3 Collection (127 треков, Moroz records)